# Футбольна асоціація
Футбольна Асоціація (англ. The Football Association, або скорочено The FA) — керівний орган футболу в Англії та на територіях Джерсі, Гернсі й острові Мен. ФА має історичне значення, як перша в історії національна футбольна асоціація. Тому вона єдина не має в своїй назві країни, на відміну, від, наприклад, Футбольної асоціації Ірландії.

## Загальне
Футбольна Асоціація є членом УЄФА та ФІФА і має постійне місце в IFAB. Штаб-квартира ФА розташована за адресою 25 Сохо-сквер, Лондон, Велика Британія.
Всі професіональні футбольні клуби Англії входять до Футбольної Асоціації. Вона відповідає за призначення чільників чоловічої та жіночої збірних Англії з футболу й організацію Кубка Футбольної Асоціації. За проведення змагань в Прем'єр-лізі ФА не відповідає, але має право вето в питаннях призначення голови та виконавчого директора Ліги, а також щодо зміни правил, які діють у Лізі.
На місцевому рівні справами гри опікуються 43 футбольні асоціації окремих графств, які перебувають під егідою ФА й відпвідають за всі футбольні питання в своїх регіонах.
Футбольній Асоціації належить стадіон Вемблі та Національний футбольний центр.
У червні 2021 року асоціацію вперше за 157 років очолила жінка, Деббі Г'юїтт.

## Змагання
Футбольна Асоціація проводить наступні змагання:
- Кубок футбольної асоціації
- Трофей Футбольної Асоціації
- Ваза Футбольної Асоціації
- Суперкубок Англії з футболу
- Жіночий кубок Футбольної Асоціації[en]
- Жіночий кубок національної ліги Футбольної Асоціації[en]
- Юнацький кубок Футбольної Асоціації[en]
- Недільний кубок Футбольної Асоціації[en]
- Юнацький кубок графств Футбольної Асоціації[en]
- Міжліговий кубок Футбольної Асоціації[en]
- FA Umbro Fives[en]
- Кубок з футзалу Футбольної Асоціації[en]
- Нродний кубок Футбольної Асоціації[en][2]